# Anne Wiazemsky
Pour les articles homonymes, voir Wiazemsky.
Anne France Sophie Wiazemsky, princesse Wiazemskaya, contesse Levachova, née le 14 mai 1947 à Berlin-Charlottenbourg en Allemagne et morte le 5 octobre 2017 dans le 15e arrondissement de Paris, en France, est une écrivaine, comédienne et réalisatrice française.

## Biographie

### Famille et formation
Anne Wiazemsky est, par son père Ivan Vladimirovich puis Yvan ou Jean Vladimirovitch, prince Wiazemsky, comte Levachov, la petite-fille du prince russe Wladimir Léonidovitch (ru), prince Wiazemsky, comte Levachov (1889-1960), qui a fui la révolution russe de février 1917. En 1920, le prince a pris le dernier bateau de la flotte anglaise qui partait de Crimée, le dernier bloc encore aux mains des Russes blancs, et de sa femme Sophie Ivanovna, comtesse Worontzoffa-Dachkoffa. La famille s'installe d'abord en Angleterre puis en France. Le prince Wladimir devient acteur de cinéma. Ce dernier est le fils du général Leonid Wiazemsky,. Par conséquent, son frère Pierre est l’héritier du titre - russe - de prince Wiazemsky, comme descendant de Rostislav de Smolensk, issue des Riourikides,
Par sa mère, Claire Mauriac, elle est la petit-fille de François Mauriac, nièce de l'écrivain Claude Mauriac, du journaliste Jean Mauriac et de la femme de lettres Luce Mauriac, ainsi que la cousine de l'écrivain Bruno Gay-Lussac. Elle est par alliance la nièce d'Alain Le Ray, époux de sa tante Luce Mauriac,.

### Les parents
Elle est la sœur de Pierre Wiazemsky, dessinateur de presse connu sous le pseudonyme de Wiaz et la tante de la fille de ce dernier Léa Wiazemsky.

### Jeunesse
Ainsi Anne et son frère Pierre, né à Rome en 1949, connaissent-ils une enfance vagabonde entre Rome, Montevideo, Genève et Caracas. La famille rentre en France en 1961, peu avant la mort d'Yvan Wiazemsky. La famille va alors vivre auprès de François Mauriac. Elle racontera l'affection la liant à son grand-père et leurs discussions sur « la littérature, le bien, le mal » mais pas « la religion, un sujet de discorde ». Anne Wiazemsky est élève d'institutions privées, l'école Sainte-Marie de Passy de 1964 à 1966.

### Cinéma et rencontre avec Jean-Luc Godard
Alors qu'elle est en classe de première, elle est présentée à Robert Bresson par Florence Delay, qui a joué le rôle de Jeanne dans Procès de Jeanne d'Arc en 1962. Bresson lui donne le rôle principal d’Au hasard Balthazar qui est tourné pendant l'été 1965. Sur le lieu du tournage, en août, elle rencontre Jean-Luc Godard qui a presque dix-sept ans de plus qu'elle. Elle refuse ses avances, jusqu'à ce que, dix mois plus tard en juin 1966, elle lui adresse une déclaration d'amour par lettre,.
Durant l'été 1966, tout en faisant ses révisions, elle est présentée à Michel Cournot et François Truffaut par Jean-Luc Godard. Elle fréquente aussi Francis Jeanson, ami et mentor, qui lui donne des cours de philosophie. En septembre, à la session de rattrapage, elle obtient le baccalauréat et s'inscrit en première année de philosophie à l'université de Nanterre, qui a ouvert deux ans auparavant.
Durant l'année 1966-1967, Jean-Luc Godard prépare, puis tourne (mars et avril) son film La Chinoise, avec Jean-Pierre Léaud et Juliet Berto, dans lequel Anne Wiazemsky joue le rôle d'une jeune révolutionnaire pro-chinoise, Véronique Supervielle.
À la faculté des lettres de Nanterre, elle se trouve en relation avec Daniel Cohn-Bendit et Jean-Pierre Duteuil. Un tract écrit par eux, appelant au sabotage des examens, est lu par le personnage de Véronique dans le film. À la fin de l'année, peu enthousiasmée par ses études, elle décide d'y mettre un terme sans même se présenter aux examens.

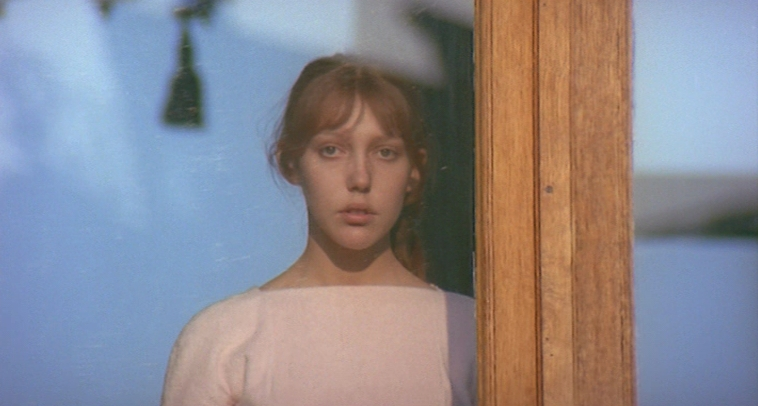
Anne Wiazemsky dans Théorème.

Le 21 juillet 1967, Anne Wiazemsky et Jean-Luc Godard se marient à Begnins dans le canton de Vaud, sans publicité (l'assistance est limitée aux deux témoins). La première de La Chinoise a lieu le 2 août au Palais des papes d'Avignon, dans le cadre du festival.
Elle tourne ensuite dans plusieurs autres films de Godard (Week-end, Le Gai Savoir, Vent d'est, Tout va bien), mais aussi dans des films de cinéastes comme Marco Ferreri, Alain Tanner, Carmelo Bene, Michel Deville, Philippe Garrel, etc. En 1968, elle joue Odetta, la jeune fille de Théorème de Pier Paolo Pasolini, bouleversée comme toute sa famille par l'arrivée du mystérieux « Visiteur » (Terence Stamp).

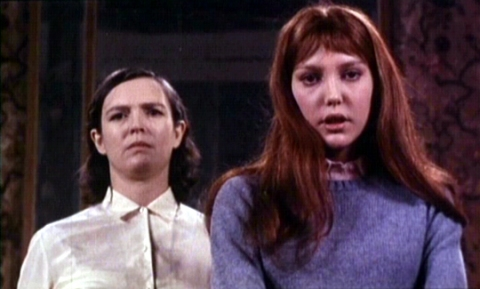
Anne Wiazemsky dans Porcherie, 1969

En juin 1969, Jean-Luc Godard, parti deux mois à Prague tourner Pravda, la rejoint sur le tournage de Porcherie que réalise Pier Paolo Pasolini. Son mari est depuis mai 68 en rupture avec le cinéma d'avant et avec lui-même. Les retrouvailles se passent mal. Une nuit, le cinéaste, jaloux, fait une tentative de suicide. Le couple se sépare un an plus tard.

### Entrée en littérature
En 1971, Anne Wiazemsky est l'une des signataires du manifeste des 343 femmes qui déclarent avoir avorté, manifeste publié le 5 avril par Le Nouvel Observateur,.
En 1985, elle joue un rôle secondaire du film Rendez-vous d'André Téchiné.
Anne Wiazemsky se consacre également à l'écriture, à partir de 1988, avec des récits en bonne partie autobiographiques. Parmi ses œuvres littéraires, Canines publié en 1993, et consacré au monde du théâtre, lui vaut le prix Goncourt des lycéens. Hymnes à l’amour, publié en 1996, où elle évoque son enfance et ses parents, se voit décerner le Grand prix RTL-Lire. Une poignée de gens, publié en 1998, qui évoque les origines russes de sa famille, est couronné du grand prix du roman de l'Académie française.

### Mort

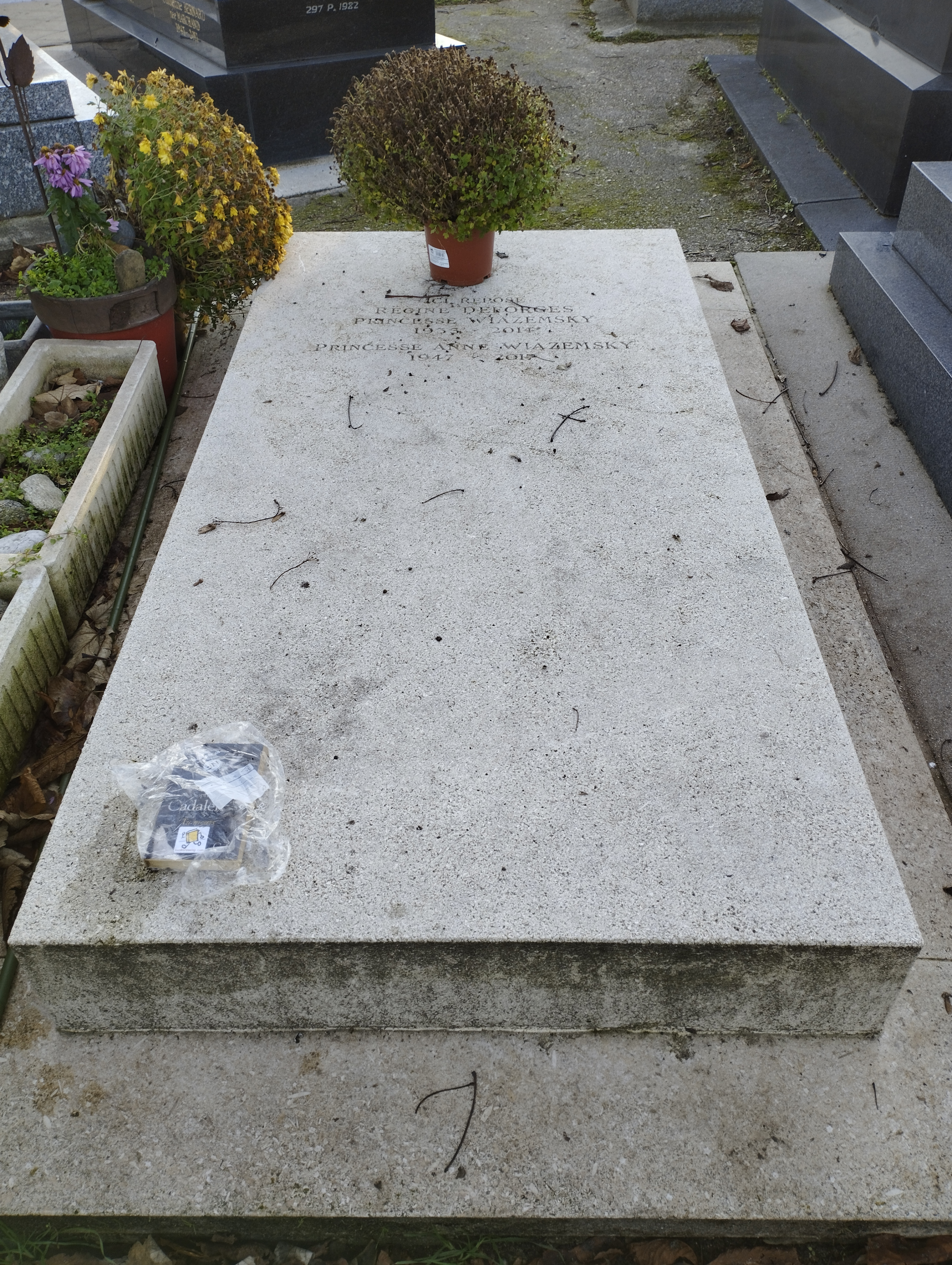
Tombe de Régine Deforges et Anne Wiazemsky au cimetière du Montparnasse (division 3).

Elle meurt le 5 octobre 2017, à 70 ans des suites d'un cancer, dans le 15e arrondissement de Paris. Elle est inhumée le 11 octobre 2017 au cimetière du Montparnasse (3e division) à Paris, dans le même caveau que Régine Deforges (1935-2014), épouse de son frère Pierre Wiazemsky, dit Wiaz.

## Filmographie

### Actrice
- 1966 : Au hasard Balthazar de Robert Bresson
- 1967 : La Chinoise de Jean-Luc Godard
- 1967 : Lamiel de Jean Aurel
- 1967 : Week-end de Jean-Luc Godard
- 1968 : Le Gai Savoir de Jean-Luc Godard
- 1968 : La Bande à Bonnot de Philippe Fourastié
- 1968 : Les Gauloises bleues de Michel Cournot
- 1968 : Théorème (Teorema) de Pier Paolo Pasolini
- 1969 : Les Vieilles Lunes de David Fahri
- 1969 : L'Examen du petit (court métrage) d'Edmond Freess
- 1969 : Capricci de Carmelo Bene
- 1969 : La Semence de l'homme (Il seme dell'uomo) de Marco Ferreri
- 1969 : One + One de Jean-Luc Godard
- 1969 : Porcherie (Porcile) de Pier Paolo Pasolini
- 1970 : Le Vent d'est de Jean-Luc Godard
- 1970 : Vladimir et Rosa de Jean-Luc Godard
- 1971 : L'Enquête (L'inchiesta), téléfilm de Gianni Amico
- 1971 : Luttes en Italie de Jean-Luc Godard et Jean-Pierre Gorin
- 1971 : Le Grand Départ de Martial Raysse
- 1971 : Raphaël ou le Débauché de Michel Deville
- 1972 : Tout va bien de Jean-Luc Godard
- 1972 : Le Train de Pierre Granier-Deferre
- 1973 : George qui ? de Michèle Rosier
- 1973 : Le Retour d'Afrique d'Alain Tanner
- 1974 : Le Pain noir (mini-série) de Serge Moati
- 1974 : La Vérité sur l'imaginaire passion d'un inconnu de Marcel Hanoun
- 1974 : L'Extradition (Die Auslieferung) de Peter von Gunten (de)
- 1975 : Le Mystère Frontenac (téléfilm) de Maurice Frydland
- 1976 : Guerres civiles en France (segment La semaine sanglante) de Joël Farges
- 1977 : Couleur chair de François Weyergans
- 1977 : Mon cœur est rouge de Michèle Rosier
- 1978 : Don Juan (téléfilm) d'Arcady Brachlianoff, d'après Molière
- 1978 : La Passion (téléfilm) de Raoul Sangla
- 1979 : Le Grand Inquisiteur (téléfilm) de Raoul Sangla
- 1979 : Même les mômes ont du vague à l'âme de Jean-Louis Daniel
- 1980 : L'Empreinte des géants de Robert Enrico
- 1981 : Sois belle et tais-toi, documentaire de Delphine Seyrig
- 1981 : Grenouilles d'Adolfo Arrieta
- 1982 : L'Enfant secret de Philippe Garrel
- 1983 : L'Hôpital de Leningrad (téléfilm) de Sarah Maldoror
- 1983 : Le Mécène (court métrage) de Frédéric Compain
- 1984 : Elle a passé tant d'heures sous les sunlights de Philippe Garrel
- 1985 : Rendez-vous d'André Téchiné
- 1986 : Qui trop embrasse de Jacques Davila
- 1987 : Le Testament d'un poète juif assassiné de Frank Cassenti
- 1988 : Ville étrangère de Didier Goldschmidt
- 2005 : Vache-qui-rit, (court métrage, série talents Cannes 2005) de Philippe Lioret

### Scénariste
- 1994 : Tous les garçons et les filles de leur âge (série télévisée) épisode US Go Home de Claire Denis
- 2003 : Toutes ces belles promesses de Jean Paul Civeyrac
- 2006 : Je m'appelle Élisabeth de Jean-Pierre Améris
- 2017 : Le Redoutable de Michel Hazanavicius

### Réalisatrice
- 2004 : Les Anges 1943, histoire d’un film (téléfilm documentaire)
- 2005 : Mag Bodard, un destin (téléfilm documentaire)
- 2007 : Empreintes (émission de télévision), épisode Danielle Darrieux, une vie de cinéma (documentaire)
- 2007 : Empreintes (émission de télévision), épisode Nathalie Baye, en toute liberté (documentaire)
- 2010 : Empreintes (émission de télévision), épisode Nicole Garcia, des ombres à la lumière (documentaire)

## Théâtre
- 1976 : Sarcelles-sur-mer de Jean-Pierre Bisson, mise en scène de l'auteur et Catherine Margerit, Théâtre national de Nice
- 1983 : Tonio Kröger de Thomas Mann, mise en scène Pierre Romans, Théâtre Nanterre-Amandiers
- 1986 : Le Drame de la vie de Valère Novarina, mise en scène de l'auteur, Festival d'Avignon, Festival d'automne à Paris Théâtre Nanterre-Amandiers
- 1989 : Vous qui habitez le temps de Valère Novarina, mise en scène de l'auteur, Festival d'Avignon

## Publications
Plusieurs de ses livres sont des biographies familiales ou des autobiographies : Mon enfant de Berlin, Jeune fille, Une année studieuse. Dans Jeune fille (2007), elle raconte ses débuts au cinéma sous la direction de Robert Bresson.
Une année studieuse (2012) raconte sa rencontre avec Jean-Luc Godard et la suite des événements, jusqu'à son mariage en juillet 1967.
Un an après (2015) relate l'histoire privée et cinématographique de leur couple de mai 1968 à mai 1969. Le livre est adapté en film : Le Redoutable de Michel Hazanavicius, sorti en septembre 2017. Stacy Martin y incarne Anne Wiazemsky et Louis Garrel y est Jean-Luc Godard.

### Nouvelles
- 1988 : Des filles bien élevées[20]

### Romans
- 1989 : Mon beau navire
- 1991 : Marimé
- 1993 : Canines Prix Goncourt des lycéens 1993
- 1996 : Hymnes à l'amour Grand Prix RTL-Lire, adapté au cinéma en 2003 par Jean Paul Civeyrac sous le titre Toutes ces belles promesses
- 1998 : Une poignée de gens Grand prix du roman de l'Académie française ; prix Renaudot des lycéens 1998
- 2001 : Aux quatre coins du monde
- 2002 : Sept Garçons
- 2004 : Je m'appelle Élisabeth, adapté au cinéma en 2006 par Jean-Pierre Améris.
- 2017 : Un saint homme, Gallimard, coll. « Blanche »  (ISBN 978-2-07-010712-4)

### Récits autobiographiques
- 2007 : Jeune Fille Prix Jean-Freustié 2007[21] ; prix Lilas 2007[22]
- 2009 : Mon enfant de Berlin
- 2012 : Une année studieuse, Gallimard, coll. « Blanche », 261 p.  (ISBN 978-2070126705) Prix Saint-Simon 2012[23] ; prix Duménil 2012[24]
- 2015 : Un an après, Gallimard, coll. « Blanche », 208 p.  (ISBN 978-2-07-013543-1) Adapté au cinéma en 2017 par Michel Hazanavicius sous le titre Le Redoutable

### Livre pour enfants
- 2003 : Les Visiteurs du soir (illustrations de Stanislas Bouvier)
- 2007 : Sales Chats, avec Nicolas Vial, Éditions de La Martinière.

### Beaux-livres
- 1992 : Album de famille
- 2000 : Il était une fois... les cafés (photographies de Roger-Viollet)
- 2000 : Tableaux de chats (20 reproductions de tableaux de chats de Tsuguharu Fujita - Alberto Giacometti - Pablo Picasso - Pierre-Auguste Renoir - Pierre Bonnard - Paul Klee - Suzanne Valadon - etc.)
- 2001 : Venise (photographies de Jean Noël de Soye)
- 2012 : Photographies, Gallimard (recueil de photos prises par elle ayant comme sujet le monde du cinéma français de la seconde moitié des années soixante)

### Préface
- 1994 : En habillant les Vedettes de Georges Annenkov

## Décoration
Le 13 juillet 2009, Anne Wiazemsky est nommée au grade de chevalier dans l'ordre national de la Légion d'honneur au titre de « écrivaine ; 43 ans d'activités professionnelles et littéraires ».